# Chile en los Juegos Paralímpicos de Pekín 2008
La participación de Chile en los Juegos Paralímpicos de Pekín 2008 fue la quinta actuación paralímpica de ese país, oficialmente organizada por la Federación Paralímpica de Chile (FEPARACHILE). La delegación chilena estuvo compuesta de 4 deportistas —3 hombres (75%) y 1 mujer (25%)— que compitieron en 3 de los 19 deportes reconocidos por el Comité Paralímpico Internacional en esos Juegos Paralímpicos.
El abanderado de Chile en la ceremonia de apertura fue el tenista en silla de ruedas Robinson Méndez, mientras que el abanderado de Chile en la ceremonia de clausura fue el atleta Cristián Valenzuela, que en los juegos fue guiado por Claudio Vargas.
La nadadora Macarena Quero fue la primera deportista paralímpica chilena en participar en unos Juegos Paralímpicos.

## Deportistas
Los deportistas chilenos que participaron en Pekín 2008 fueron:
| - Tenis en silla de ruedas (2): - Robinson Méndez - Francisco Cayulef (Wild card) | - Atletismo (1): Cristián Valenzuela (1500 metros T11) - Natación (1): Macarena Quero |

## Detalle por deporte

### Atletismo
| Atleta              | Evento     | Preliminares | Preliminares | Final     | Final     |
| Atleta              | Evento     | Resultado    | Lugar        | Resultado | Lugar     |
| ------------------- | ---------- | ------------ | ------------ | --------- | --------- |
| Cristián Valenzuela | 1500 m T11 | 4:27.94      | 4.º          | Eliminado | Eliminado |

### Natación
Femenino
| Atleta         | Evento          | Preliminares | Preliminares | Final     | Final     |
| Atleta         | Evento          | Tiempo       | Lugar        | Tiempo    | Lugar     |
| -------------- | --------------- | ------------ | ------------ | --------- | --------- |
| Macarena Quero | 50 m libres S10 | 34.78        | 8.º          | Eliminada | Eliminada |

### Tenis en silla de ruedas
| Atleta                            | Evento            | Ronda 1                     | Ronda 2                                     | Octavos de final       | Cuartos de final       | Semifinal              | Final                  | Final      |            |
| Atleta                            | Evento            | Contrincante Resultado      | Contrincante Resultado                      | Contrincante Resultado | Contrincante Resultado | Contrincante Resultado | Contrincante Resultado | Lugar      |            |
| --------------------------------- | ----------------- | --------------------------- | ------------------------------------------- | ---------------------- | ---------------------- | ---------------------- | ---------------------- | ---------- | ---------- |
| Francisco Cayulef                 | Masculino singles | Stephen Welch 1-6 y 1-6     | Eliminado                                   | Eliminado              | Eliminado              | Eliminado              | Eliminado              | Eliminado  | Eliminado  |
| Robinson Méndez                   | Masculino singles | Michael Jeremiasz 1-6 y 0-6 | Eliminado                                   | Eliminado              | Eliminado              | Eliminado              | Eliminado              | Eliminado  | Eliminado  |
| Robinson Méndez Francisco Cayulef | Masculino dobles  | -                           | Suthi Khulongrua Sumrerng Kruamai 0-6 y 2-6 | Eliminados             | Eliminados             | Eliminados             | Eliminados             | Eliminados | Eliminados |

- Datos: Q937977